# الفارس 8-400 (ناقلة جنود مدرعة)
الفارس 8-400 هي عبارة عن مركبة قتال مدرعة وناقلة جنود مدرعة قامت بانتجها شركة عبدالله الفارس للصناعات الثقيلة، كجزء من عائلة الفارس 8-400 من المركبات المدرعة. وكان من المقرر أن تدخل الخدمة في القوات المسلحة للمملكة، لكن المركبة لم تدخل مرحلة الإنتاج الكامل أبدًا.
يبلغ وزن المركبة 20 طنًا ويمكنها حمل ما يصل إلى 14 فردًا، بما في ذلك السائق والملاح. ناقلة الجنود قادرة على حماية طاقمها من الهجمات النووية والبيولوجية والكيميائية. ناقلة الجنود المدرعة ذات الثماني عجلات هي مركبة صالحة للعمل في جميع الظروف المناخية والتضاريس وقادرة على القيام بعمليات برمائية بعيدة المدى.